# Садівська сільська рада (Гощанський район)
Саді́вська сільська́ ра́да — орган місцевого самоврядування в Гощанському районі Рівненської області. Адміністративний центр — село Садове.

## Загальні відомості
- Садівська сільська рада утворена в 1940 році.
- Територія ради: 24,749 км²
- Населення ради: 808 осіб (станом на 2001 рік)

## Населені пункти
Сільській раді підпорядковані населені пункти:
- с. Садове
- с. Жалянка
- с. Люцинів

## Склад ради
Рада складається з 12 депутатів та голови.
- Голова ради: Вертелецький Валерій Павлович
- Секретар ради: Малярчук Людмила Олексіївна

### Керівний склад попередніх скликань
| ПІБ                           | Основні відомості                                                    | Дата обрання | Дата звільнення |
| ----------------------------- | -------------------------------------------------------------------- | ------------ | --------------- |
| Вертелецький Валерій Павлович | Сільський голова, 1957 року народження, освіта, член Народної партії | 26.03.2006   | 31.10.2010      |
| Вертелецький Валерій Павлович | Сільський голова, 1957 року народження, безпартійний                 | 31.10.2010   |                 |

Примітка: таблиця складена за даними сайту Верховної Ради України